# ویزرش‌دیو
ویزَرش یا ویزَرش‌دیو برپایه مزدیسنا دیوی است که تا سه روز پس از مرگ بر روان مرده می‌تازد و سرانجام روان مردمان گناه‌کار را با زنجیر تا پل چینود می‌کشاند. نام او تنها یک بار در وندیداد آمده‌ است.
این دیو را وِزَرش هم خوانده‌اند و او را یار ِ استویداد دانسته‌اند.

## واژه‌شناسی
این نام در پارسی میانه wīzarš و در اوستایی -vīzarəša به معنای کسی‌است که کس یا چیزی را به این‌سو و آن‌سو می‌کشد.